# Columbina talpacoti
La tortorina rossiccia, tortora talpacoti o tortora di Talpacot (Columbina talpacoti Temminck, 1810) è un uccello appartenente alla famiglia Columbidae.